# Monte Compatri
Monte Compatri település Olaszországban, Lazio régióban, Róma megyében. Lakosainak száma 11 852 fő (2023. január 1.). Monte Compatri Colonna, Monte Porzio Catone, Rocca Priora, San Cesareo, Grottaferrata, Frascati, Rocca di Papa, Róma és Zagarolo községekkel határos.

## Népesség
A település lakossága az elmúlt években az alábbi módon változott:
| Lakosok száma | 12 023 | 12 134 | 11 852 |
|               | 2017   | 2018   | 2023   |

## Közlekedés
1916 és 1996 között a településnek vasútállomása volt.

## Képgaléria

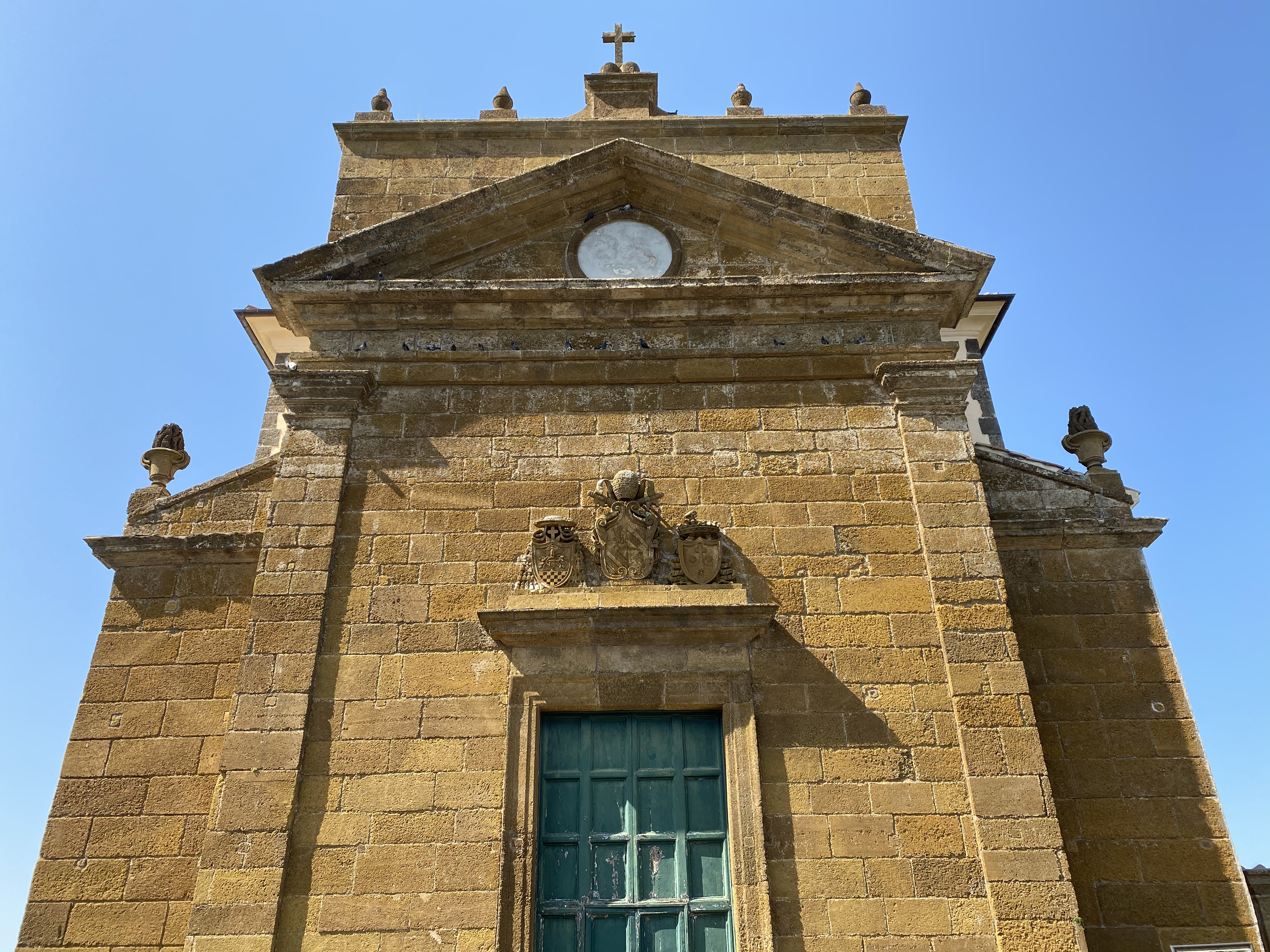
Convento di San Silvestro
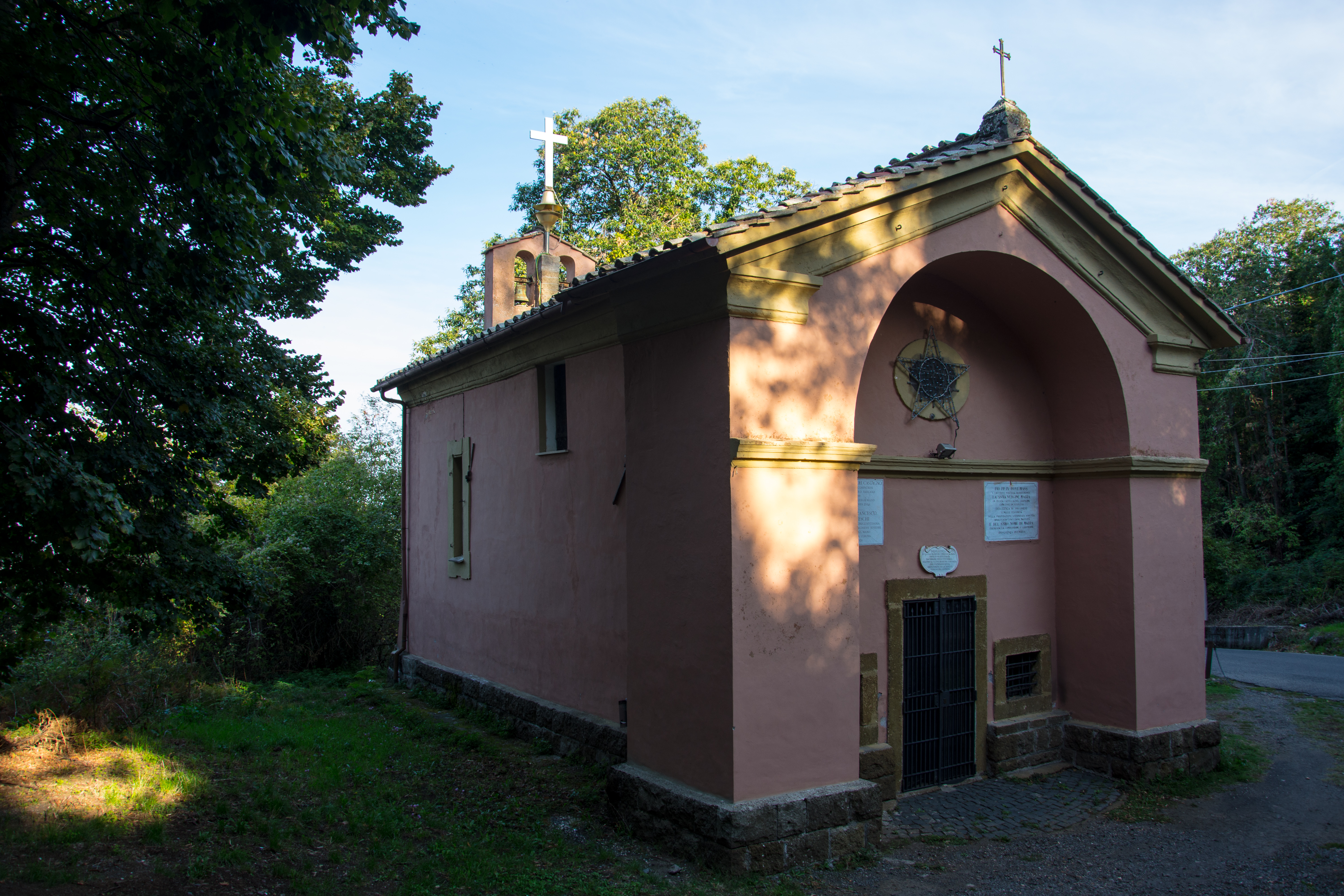
Santuario di Maria Santissima del Castagno
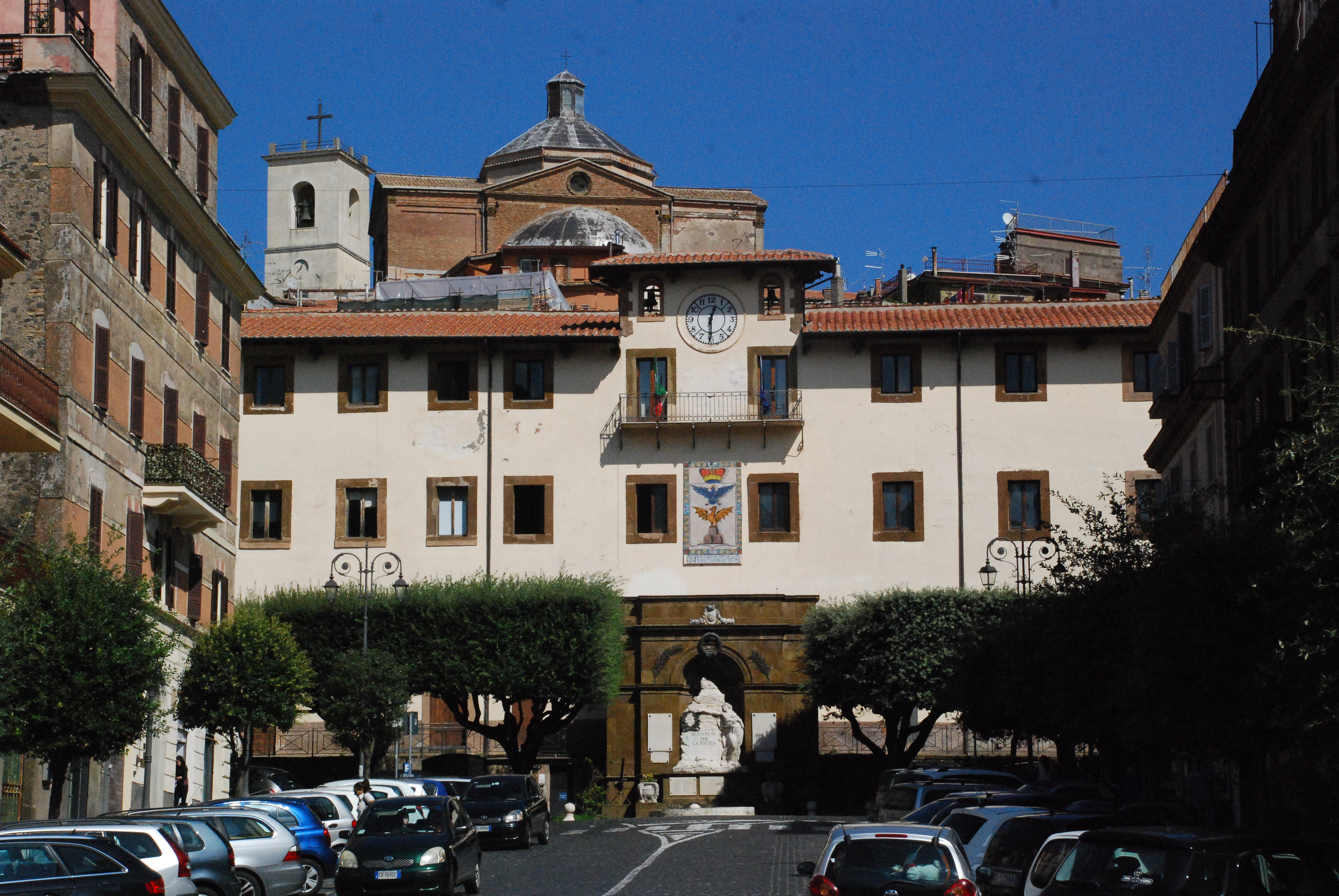
Palazzo Borghese
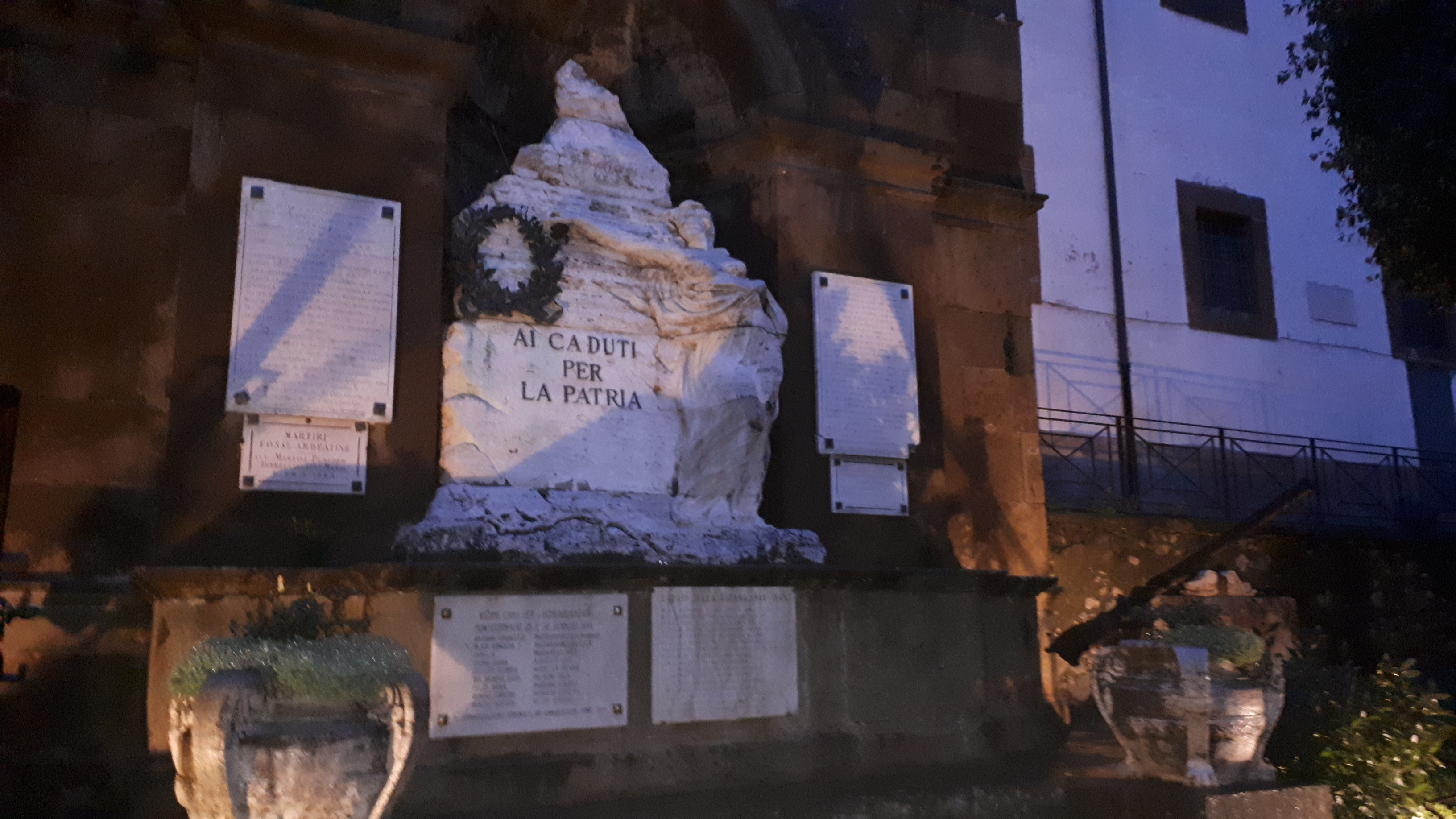
Monumento ai Caduti per la Patria